# Gaia BH1
Gaia BH1 är en dubbelstjärna bestående av en solliknande stjärna och ett sannolikt svart hål och belägen i den mellersta delen av stjärnbilden Ormbäraren. Den har en skenbar magnitud av ca 13,77 och kräver ett kraftfullt teleskop för att kunna observeras. Baserat på parallax enligt Gaia Data Release 3 på ca 2,09 mas, beräknas den befinna sig på ett avstånd på ca 1 560 ljusår (478 parsek) från solen. Den rör sig bort från solen med en heliocentrisk radialhastighet på ca 23 km/s. År 2022 var den det närmaste kända systemet som astronomer är rimligt säkra på att det innehåller ett svart hål, följt av Gaia BH2 och A0620-00.

## Observation
Gaia BH1 upptäcktes 2022 genom astrometriska observationer med Gaia, och observerades även genom mätning av radiell hastighet. Upptäckarteamet hittade inget astrofysiskt scenario som kunde förklara den observerade rörelsen hos stjärnan av G-typ, annat än ett svart hål. Systemet skiljer sig från "black hole impostors" som LB-1 och HR 6819 genom att bevisen för ett svart hål inte beror på stjärnans massa eller lutningen av banan, och det finns inga bevis för massöverföring. Upptäckarteamet hittade också ett andra system som är en kandidat till att innehålla ett svart hål, vilket också rapporterades av ett annat team av astronomer,  och bekräftades 2023 som Gaia BH2.
Det svarta hålet upptäcktes också oberoende av ett andra team, som hittade lite olika parametrar.

## Egenskaper

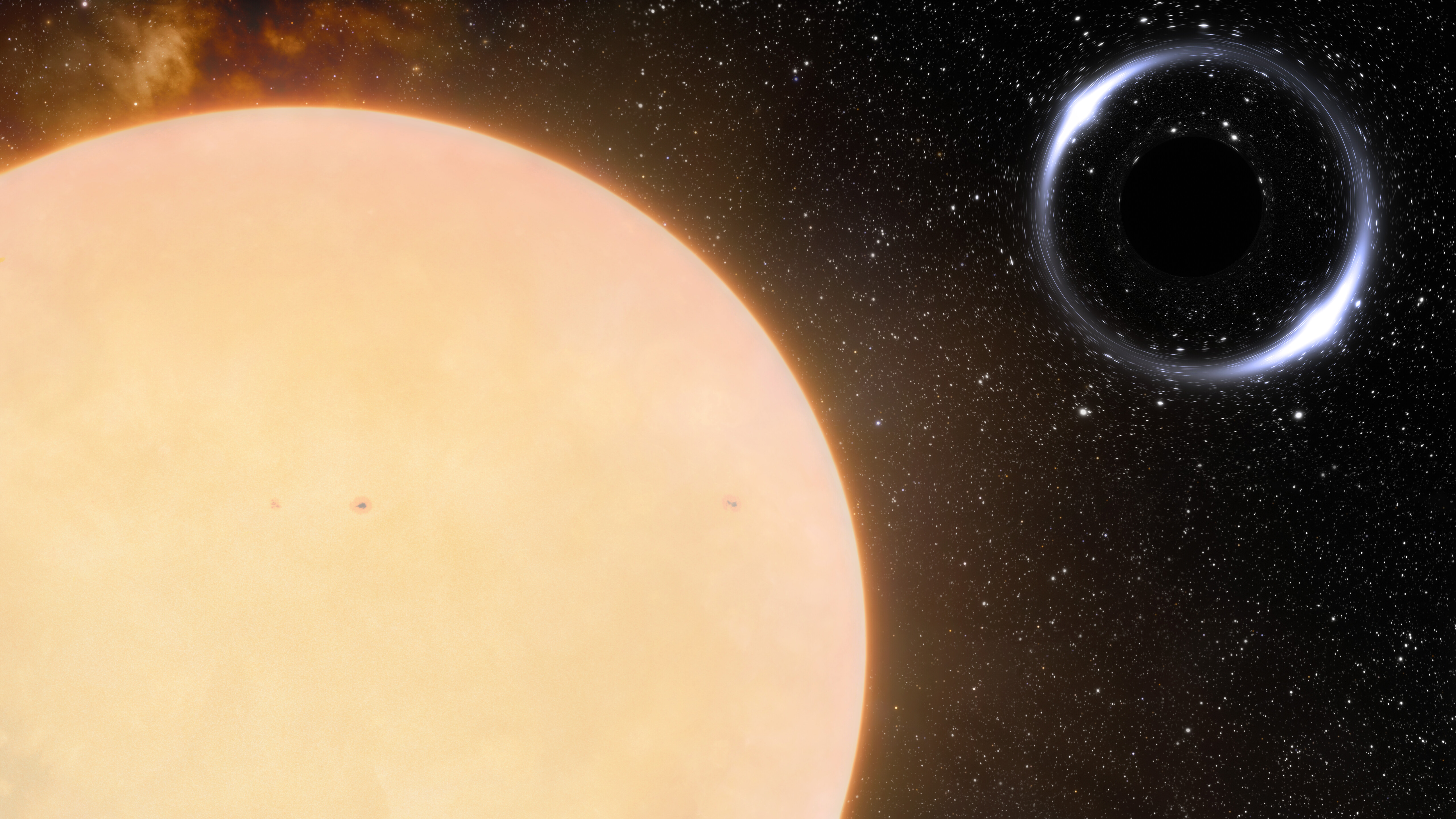
Konstnärens bild av den solliknande stjärnan (till vänster) och det svarta hålet (uppe till höger) i Gaia BH1.

Den solliknande stjärnan iGaia BH1 är en gul till vit stjärna i huvudserien av spektraltyp G. Den har en massa som är lika med ca 0,93 solmassor, en radie som är ca 0,99 solradier och utsänder energi från dess fotosfär motsvarande samma som solen vid en effektiv temperatur av ca 5 900 K.
Stjärnan och det svarta hålet kretsar kring varandra med en period av 185,59 dygn och en excentricitet på 0,45. Det svarta hålet har en massa på cirka 9,62 solmassor  och med tanke på denna massa bör dess Schwarzschildradie vara cirka 28 km.

## Möjlig bosonstjärna
Med tanke på den långa omloppstiden och det korta avståndet mellan stjärnan och det svarta hålet, så är det svårt att få ihop hur det svarta hålet kunnat bildas samtidigt som detta system hålls (eller formas) i balans. Ett möjligt svar på detta är att det svarta hålet i själva verket kan vara en bosonstjärna av mörk materia.